# Butler County (Alabama)
Das Butler County ist ein County im Bundesstaat Alabama der Vereinigten Staaten. Der Verwaltungssitz (County Seat) ist Greenville, das zur Gründungszeit den Namen Buttsville trug.

## Geographie
Das County im Süden von Alabama, ist etwa 70 km von Florida entfernt und hat eine Fläche von 2015 Quadratkilometern, wovon drei Quadratkilometer Wasserfläche sind. Es grenzt im Uhrzeigersinn an folgende Countys: Lowndes County, Crenshaw County, Covington County, Conecuh County, Monroe County und Wilcox County.

## Geschichte
Die ersten weißen Siedler kamen nach dem Sieg der Vereinigten Staaten im Creek-Krieg von 1813/14 und des im Vertrag von Fort Jackson im August 1814 erzwungenen Rückzugs der Indianer westlich des Coosa Rivers in die Region. Sie stammten aus Georgia und den beiden Carolinas. Im März 1818 töteten die Creek zwei Siedlerfamilien im Massaker von Ogly. Als Reaktion errichtete der Siedler Thomas Gary ein Fort und verlangte von jedem Schutzsuchenden Gebühren. Diese wandten sich empört an Gouverneur William Wyatt Bibb und ersuchten Unterstützung. Bibb entsandte Oberst Samuel Dale in die Region, der dort mit Milizangehörigen und Siedlern Fort Dale erbaute. Butler County wurde am 13. Dezember 1819 auf Beschluss der State Legislature aus Teilen des Conecuh County und des Montgomery County gebildet. Benannt wurde es nach  William Butler (?–1813), einem Abgeordneten in der State Legislature von Georgia, der ein früher Siedler in der Region des heutigen Countys und Veteran des Creek-Kriegs war. Er wurde im März 1818 einige Tage nach dem Massaker von Ogly von Muskogee unter der Führung von Savannah Jack westlich von Greenville getötet. In der ersten Hälfte des 19. Jahrhunderts war das County wegen der Mineralquellen in Butler Springs als das „Saratoga von Süd-Alabama“ bekannt.

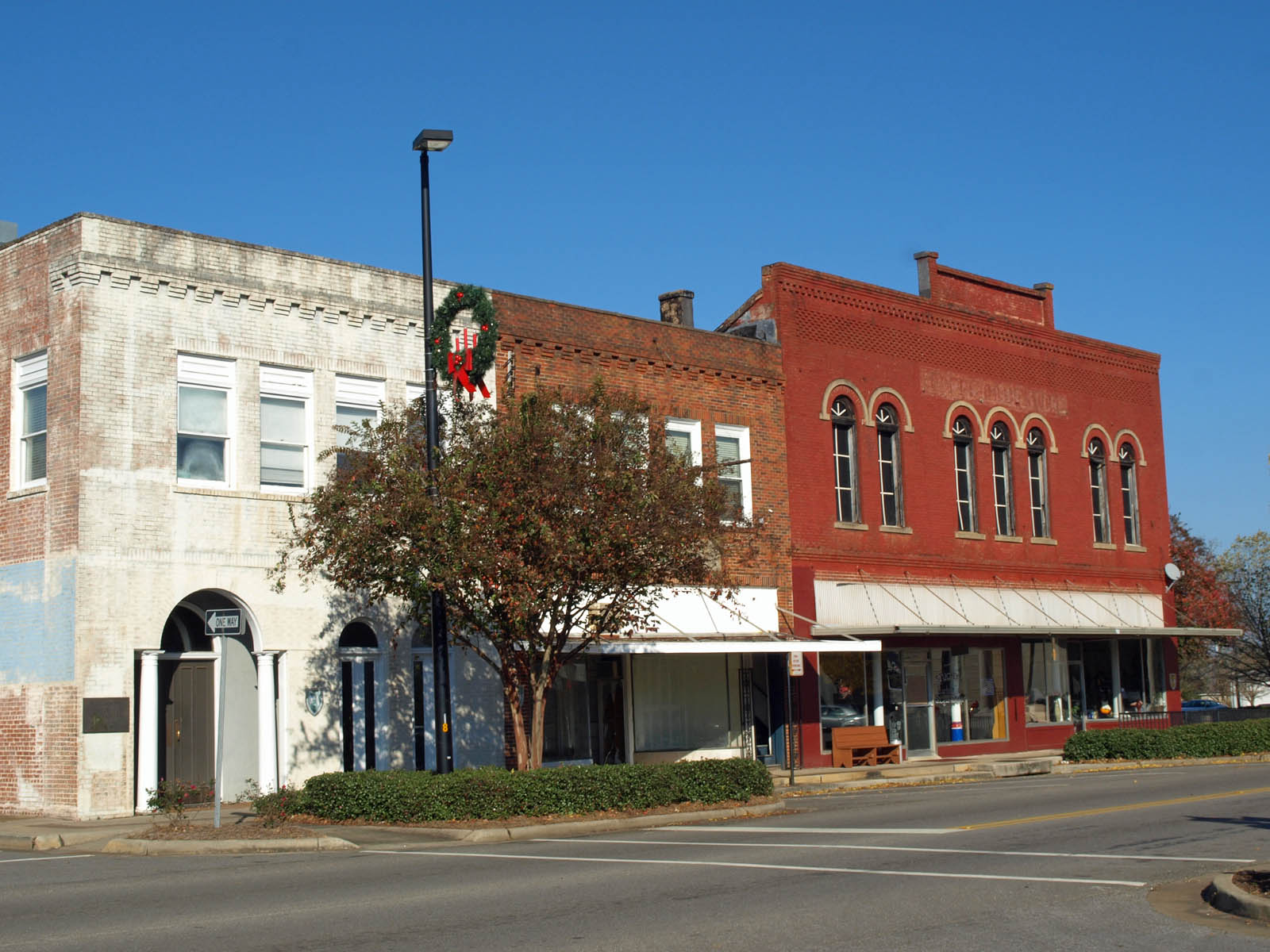
Der East Commerce Street Historic District ist seit November 1986 im NRHP eingetragen.

31 Bauwerke und Stätten im County sind im National Register of Historic Places (NRHP) eingetragen (Stand 30. März 2020), darunter der Greenville Public School Complex, die Greenville City Hall und der East Commerce Street Historic District.

## Demographische Daten
Nach der Volkszählung im Jahr 2000 lebten im Butler County 21.399 Menschen. Davon wohnten 265 Personen in Sammelunterkünften, die anderen Einwohner lebten in 8.398 Haushalten und 5.870 Familien. Die Bevölkerungsdichte betrug 11 Einwohner pro Quadratkilometer. Ethnisch betrachtet setzte sich die Bevölkerung zusammen aus 58,38 Prozent Weißen, 40,81 Prozent Afroamerikanern, 0,21 Prozent amerikanischen Ureinwohnern, 0,16 Prozent Asiaten und 0,05 Prozent aus anderen ethnischen Gruppen; 0,39 Prozent stammten von zwei oder mehr Ethnien ab. 0,67 Prozent der Bevölkerung waren spanischer oder lateinamerikanischer Abstammung.
Von den 8.398 Haushalten hatten 32,5 Prozent Kinder und Jugendliche unter 18 Jahren, die bei ihnen lebten. In 47,7 Prozent lebten verheiratete, zusammen lebende Paare, 18,2 Prozent waren allein erziehende Mütter, 30,1 Prozent waren keine Familien, 27,5 Prozent aller Haushalte waren Singlehaushalte und in 13,5 Prozent lebten Menschen im Alter von 65 Jahren oder darüber. Die Durchschnittshaushaltsgröße betrug 2,52 und die durchschnittliche Familiengröße betrug 3,06 Personen.
26,9 Prozent der Bevölkerung waren unter 18 Jahre alt, 8,6 Prozent zwischen 18 und 24, 25,1 Prozent zwischen 25 und 44, 23,0 Prozent zwischen 45 und 64 und 16,4 Prozent waren 65 Jahre oder älter. Das Durchschnittsalter betrug 38 Jahre. Auf 100 weibliche Personen kamen 88 männliche Personen und auf Frauen im Alter von 18 Jahren und darüber kamen 82,9 Männer.
Das jährliche Durchschnittseinkommen eines Haushalts betrug 24.791 USD, das Durchschnittseinkommen einer Familie 30.915 USD. Männer hatten ein Durchschnittseinkommen von 28.968 USD, Frauen 18.644 USD. Das Prokopfeinkommen betrug 15.715 USD. 20,4 Prozent der Familien und 24,6 Prozent der Einwohner lebten unterhalb der Armutsgrenze.

## Orte im County
- Avant
- Bolling
- Brushy Creek
- Butler Springs
- Chapman
- Daisy
- East Chapman
- Forest Home
- Fort Dale
- Garland
- Georgiana
- Glasgow
- Grace
- Greenville
- Halso Mill
- Industry
- Liberty
- Manningham
- Mashville
- McKenzie
- Midway
- Monterey
- Mount Olive
- Oaky Streak
- Odom Crossroads
- Pigeon Creek
- Providence
- Reddock Springs
- Rhodes
- Ridgeville
- Saucer
- Searcy
- Shacklesville
- Shell
- Spring Hill
- Starlington
- Wald